# Gränna distrikt
Gränna distrikt är ett distrikt i Jönköpings kommun och Jönköpings län. 
Distriktet ligger i och kring Gränna. 

## Tidigare administrativ tillhörighet
Distriktet inrättades 2016 och utgörs av området som till 1971 utgjorde Gränna stad (samt Gränna socken som uppgick i staden 1952) i Jönköpings kommun.
Området motsvarar den omfattning Gränna församling hade vid årsskiftet 1999/2000 och som den fick 1963 efter sammanslagning av Gränna stads och landsförsamling.